# Министерство культуры Болгарии
Министерство культуры Болгарии стимулирует культурную деятельность в стране и отвечает за сохранение её культурного наследия.
Изначально существовало как отдельное учреждение в 1954-1957 гг., ранее входящее в Министерство просвещения, а затем активно действовало под разными именами, пока в 1990 году не было переименовано обратно в министерство культуры (но еще раз на недолгий промежуток времени было объединено с Министерством образования и науки в 1993 г.).
С августа 2005 по 27 июля 2009 года министром культуры является актер Стефан Данаилов из Болгарской социалистической партии, с заместителями министров Иваном Токаджиевым, Инной Килевой и Надеждой Захариевой.
С 27 июля 2009 по 13 марта 2013 министром культуры в 87-м правительстве республики Болгария был скульптор Вежди Рашидов из партии ГЕРБ. Он был вновь назначен на эту должность 7 ноября 2014 года.